# Lotte Gubalke

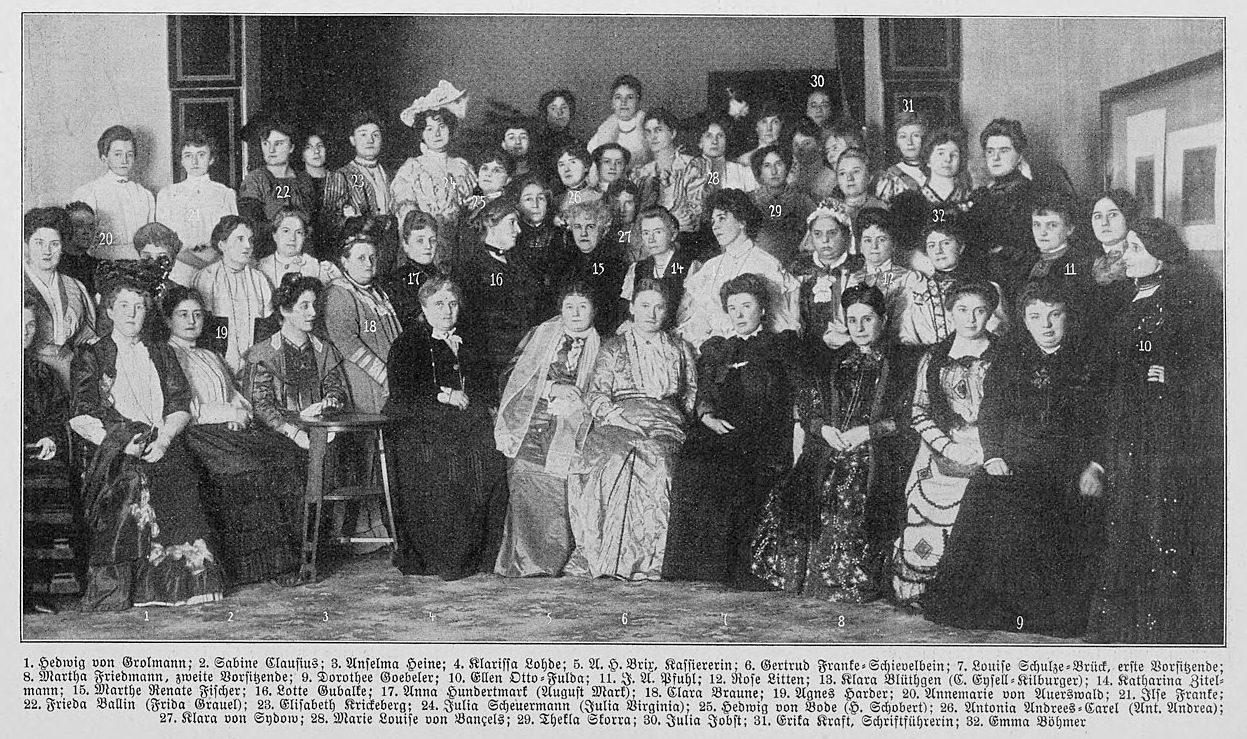
Deutscher Schriftstellerinnen-Bund, 1916, mit Lotte Gubalke (2. Reihe siebente v. l., 16, abgewandt)

Lotte Gubalke (vorher Antonie Gubalke; geboren als Louise Antoinette Rothamel am 31. Oktober 1856 in Witzenhausen, Kurfürstentum Hessen; gestorben September 1935 in Berlin) war eine deutsche Schriftstellerin und Zeitschriftenredakteurin.

## Leben
Der Vater Georg Conrad Friedrich Rothamel (1802–1884) war Kreisphysikus und Medizinalrat in Witzenhausen, die Mutter war Louise Auguste Wilhelmine Amalie Höcker. Antonie heiratete 1878 den evangelischen Pfarrer Maximilian Benjamin Julius Gubalke (1841–nach 1883). Dieser gab später seinen Beruf aus Überzeugung auf, was der Familie dann einige Schwierigkeiten bereitete. Nach dessen frühem Tod zog Antonie Gubalke fünf Kinder alleine groß.
Ab 1901/02 publizierte sie zahlreiche Erzählungen.
Spätestens ab 1908 war Antonie Gubalke Redakteurin bei der Familienzeitschrift Die Gartenlaube im Scherl-Verlag in Berlin.
Sie war auch in der gemäßigten bürgerlichen Frauenbewegung um Gertrud Bäumer aktiv und nahm am Berliner Frauenkongress 1912 teil. Spätestens 1916 wurde sie Mitglied des Deutschen Schriftstellerinnenbundes.

## Publikationen
Lotte/Antonie Gubalke verfasste insgesamt 23 Bücher mit Erzählungen und Romanen. Außerdem veröffentlichte sie Erzählungen, Romane und weitere Artikel in den Zeitschriften Die Gartenlaube, Die Woche, Hessenland, Westermanns Monatshefte und weiteren. Mindestens von 1916 bis 1927 gab sie Scherls Jungmädchenbuch heraus.